# Municipio de Graceland
El municipio de Graceland (en inglés: Graceland Township) es un municipio ubicado en el condado de Codington en el estado estadounidense de Dakota del Sur. En el año 2010 tenía una población de 105 habitantes y una densidad poblacional de 1,12 personas por km².

## Geografía
El municipio de Graceland se encuentra ubicado en las coordenadas 44°56′13″N 97°26′12″O / 44.93694, -97.43667. Según la Oficina del Censo de los Estados Unidos, el municipio tiene una superficie total de 93.58 km², de la cual 85,68 km² corresponden a tierra firme y (8,45 %) 7,9 km² es agua.

## Demografía
Según el censo de 2010, había 105 personas residiendo en el municipio de Graceland. La densidad de población era de 1,12 hab./km². De los 105 habitantes, el municipio de Graceland estaba compuesto por el 100 % blancos. Del total de la población el 0 % eran hispanos o latinos de cualquier raza.